# Хоточ
Хоточ — село в Гунибском районе Дагестана.
Образует сельское поселение село Хоточ как единственный населённый пункт в его составе. 

## География
Расположено в 2 км к северу от районного центра с. Гуниб.

## История
Большинство названий в Андалалских селений отражают характер местности, на котором они расположены. А название Хоточ (Х1от1оч1) вроде бы означает, как объясняли старожилы села в 1835 году, местность, богатая травой "Х1ЕД". Растёт эта трава в изобилии на склонах окрестных гор и косят её хоточинцы поздней осенью.
В 1886 году в Хоточе проживало 895 жителей и сельское общество входило в Куядинское наибство.
На 1.01.1900 года в Хоточе было 233 хозяйства и проживало 888 жителей.
На 1.01.2007 года в Хоточе было 388 хозяйств и 1064 жителя.
Хоточ имеет отсёлок или хутор — Звериб. К XIII веку на территории Андалала создалась такая обстановка, что для защиты своей территории селения приходилось её охранять. Так на северной части земель села Хоточ был образован отсёлок (хутор) Зауриб (Заури), или, как теперь его называют, Звериб.

## Население
| 1888  | 1895  | 1926  | 1939  | 1970  | 1989  | 2002  |
| ----- | ----- | ----- | ----- | ----- | ----- | ----- |
| 895   | ↘827  | ↘633  | ↗764  | ↗785  | ↘760  | ↗1086 |
| 2010  | 2012  | 2013  | 2014  | 2015  | 2016  | 2017  |
| ↗1172 | ↗1188 | ↘1187 | ↗1193 | ↗1199 | ↗1212 | ↗1213 |
| 2018  | 2019  | 2020  | 2021  | 2023  | 2024  | 2025  |
| ↗1224 | ↗1230 | ↗1246 | ↘1133 | ↗1137 | ↗1141 | ↗1143 |